# 피라항인
피라항인(Pirarrã) 또는 피라하인은 아마존 우림의 한 원주민 부족이다. 이들은 마이시 강(Maici) 유역에 살며 수렵채집 생활을 유지하고 있다. 독특한 특징을 가진 피라항어를 사용하며 밀림에서 사냥 중에는 의사소통을 위해 휘파람을 사용하기도 한다. 피라항어로 피라항족을 부르는 자기명칭은 히아이티이히(Hi'aiti'ihi)이다. 과거 무라족(Mura)의 일파인데, 무라족의 다른 부족들은 오늘날 문명 사회에 거의 동화되었다.
특히 언어인류학자인 대니얼 에버렛(Daniel Everett)의 장기간의 연구에 의해 이들의 특징이 잘 알려지게 되었으며 많은 연구는 그가 직접 수집한 자료들을 기반으로 한다. 특히 이들은 매우 단순한 삶의 방식을 영위한다고 전하며, 이를 반영하듯이 그들의 언어 또한 다른 언어들이 공통적으로 가지는 여러 특징을 가지지 않고 있다.
피라항족은 지도자가 없는 것은 물론 사회 계급이 전적으로 존재하지 않는 것으로 보이는데, 이는 많은 수렵채집민족에게서 보이는 특징이기는 하나 아마존의 원주민 부족에게서는 드문 특징이다. 또한 음식을 거의 저장하지 않고 필요할 때마다 취하며, 복잡한 도구를 만들지 않아 배를 직접 만들지 못하고 인근 부족에게서 배를 받아 사용한다. 이들은 밤낮을 가리지 않고 수시로 짧으면 15분에서 길어야 2시간의 쪽잠을 취하므로 밤 내내 잠에 든다는 생각은 없다. 추상적인 영혼이나 신에 대한 관념이 약하다고 전해지며 진술을 모두 그들의 실제 경험과만 연관시켜 아판타시아(상상하지 못하는 병)라고 표현되기도 한다.

## 같이 보기
- 사피어-워프 가설